# 井原良太郎
井原 良太郎（いはら りょうたろう、1995年10月9日 - ）は、日本のキックボクサー。初代BreakingDownバンタム級王者。東京都足立区出身。

## 来歴
2022年12月25日、ヒカルがプロデュースする格闘技大会「バトルミリオネア」にて、同じく足立区出身のメガネ社長と対戦し1RKOで勝利。勝利後、「ブレイキングダウンに殴り込みに行きたい」と話した。
2023年3月からジャングルポケットのおたけが営むもんじゃ焼き店『竹の子』のアルバイトとして働く。

### BreakingDown
2023年5月開催の「BreakingDown8」のオーディションに参加し、池田晃樹とのスパーリングでダウンを奪われ、KO負け。
2023年11月開催の「BreakingDown10」のオーディションで行われた「第2回喧嘩自慢最強決定戦」に東京・足立代表のフェザー級選手として出場。埼玉・大宮代表のメカ君と対戦するが、両者髪の掴み合いになるなどして試合が中断。試合再開後、パンチの連打でレフェリーストップが入り、TKO勝利。東京・足立代表は後続の選手が敗れて、埼玉・大宮代表に2勝3敗で敗れる。
メカ君との試合でのKO勝利を朝倉未来らBreakingDown運営に見込まれ、同日中にBreakingDownバンタム級トーナメントの予選に出場。としぞうに勝利し、トーナメントへの出場が決定した。
2023年11月23日に開催された「BreakingDown10」で本戦に初出場。バンタム級トーナメント準々決勝でかずきんぐと対戦し、1回10秒に左フックでKO勝利。
2024年2月18日に開催された「BreakingDown11」のバンタム級トーナメント準決勝、決勝で西島恭平、ダンチメン・あつきに勝利し、優勝。BreakingDown初代バンタム級王者となった。西島戦では延長ラウンド終了5秒前に左フックをヒットさせてダウンを奪い、判定5-0で勝利。ダンチメン・あつき戦では1回8秒に左フックからの右フックでKO勝利した。
2024年6月2日に開催された「BreakingDown12」のバンタム級タイトルマッチにて、挑戦者・冨澤大智と対戦。延長ラウンドで右フックが冨澤の顔面をとらえ、冨澤が倒れた際にレフェリーがダウンをとらなかったことが物議を醸したが、判定5-0で勝利。タイトル初防衛に成功した。「BreakingDown12」終了後、ネット上で井原に金銭トラブル問題および詐欺の疑いがあるとして騒動となる。この騒動を受けて、BreakingDown COOである溝口勇児が詐欺被害を訴えた側と話し合いの場を作り、解決した。
2024年6月28日に開催された「BreakingDown12.5」にて山川そうきとフェザー級ワンマッチ・ノンタイトル戦として対戦。パンチの連打でスタンディング・ダウンを奪い、山川の顔面を赤黒く腫れさせ、判定3-0で勝利。このカードは前述の詐欺疑惑騒動を受けて山川が井原をXで批判したことが因縁となって対戦が決まった。
2024年9月3日に開催された「BreakingDown13」のアメリカ合衆国対抗戦に先鋒として出場し、アメリカチームの先鋒メミー・ゴンザレスとフェザー級ワンマッチ・MMAルールで対戦。延長ラウンドでは右フックでダメージを与え、マウント状態からパウンド。判定5-0で勝利するも、一本やKOで勝てなかったことについて試合後のマイクで謝罪していた。
2024年12月8日に開催された「BreakingDown14」のフェザー級1dayトーナメントに出場し、1回戦で元UFCファイターのタイソン・ナムにKO勝利、準決勝でプロキックボクサーのYURAに延長判定0-5で敗北し、初黒星となった。なお、YURA戦でのパンチで右拳を痛め、粉砕骨折する。負傷により12月31日にRIZINが開催した「RIZIN DECADE」で行われた『雷神番外地』への出場を見送ることとなった。
2024年12月11日に開催された表彰式「BreakingDown Award 2024」で最優秀選手賞を受賞し、Mr.BreakingDown賞、朝倉未来賞も受賞した。朝倉未来は井原の受賞に際して「ビッグマウスなことを言いつつも、全部結果を出してきた。そこがほんとにすごいんじゃないかなと思います。自分が負けることを微塵も考えてないような感じで盛り上げてきて、ちゃんと結果を全部出してきたこととか、本当にすごいと思いますね」と評した。
2025年3月開催の「BreakingDown15」のオーディションでは、『雷神番外地』で宇佐美正パトリックに敗北した細川一颯を対戦相手に指名。宇佐美との試合内容について「がっかりした」「お前本当に喧嘩自慢か？」などと苦言を呈すると、細川からは「お前にそんなこと言われる筋合いねぇ。お前もう風紀委員やってろ、ブレイキングダウンの」などと返され、対戦が決定。体重制限を設定しない無差別級で試合が組まれ、前日計量では80.5kgとなっていたが、これはその場にあった消火器を持ちながら体重を量ったものであった。「喧嘩自慢頂上決戦」と目された試合は延長ラウンドで細川からダウンを奪い、判定5-0で勝利。勝利者マイクでは審査員として参加していたYA-MANに対戦を要求した。また、試合後には前日記者会見でBreakingDown批判を展開した冨澤大智と口論になり、「ブレイキングダウン悪く言いやがって！うせろ！」などと怒号を飛ばした。
2025年7月13日におおきにアリーナ舞洲で開催された「BreakingDown16」のフェザー級タイトルマッチで挑戦者として同級王者のYURAと「BreakingDown14」ぶりに再戦。事前に行われたオーディションでは西谷大成との試合が決定していたが、赤田功輝およびYURAの出場に伴いくじ引きをした上で改めて対戦カードを決め、くじ引きの結果YURAとのタイトルマッチが決定した。試合は1回45秒過ぎにYURAの左がクリーンヒットし、尻餅をつく形でダウン。判定0-5で敗北。また、同大会では大野篤貴（ダンチメン・あつき）と池田晃樹の試合がバンタム級タイトルマッチ前哨戦として行われ、大野が勝利。試合後のリングに上がり、「ダンチメンががんばっているんで、タイトルマッチをやろうと思うんですけれど、どうですかね」と観客にアピールし、「BreakingDown17」のバンタム級タイトルマッチで大野と対戦することを明言した。

## 選手としての特徴
朝倉未来は井原について「タイミングと当て勘がいい」と評し、「構えが汚いんですよ。だからこそ見づらいんでしょうね。きれいな構えだと見やすいんだけど、変な構えしてるじゃないですか」、「昔の僕と似ている。闘い方とか、構えとかもそうですし。当て勘だけでやっている気がしますね」、「空間把握能力に長けている。相手の顔が1秒後にどこにあるかわかっている。パンチ力もあるので一発効かせられるんじゃないかな」と話した。
BreakingDown「第2回喧嘩自慢最強決定戦」の東京・足立代表の監督であり、THE OUTSIDER出身選手である秀虎を師匠としている。

## 戦績

### アマチュアキックボクシング
| キックボクシング 戦績 | キックボクシング 戦績 | キックボクシング 戦績 | キックボクシング 戦績 | キックボクシング 戦績 | キックボクシング 戦績 | キックボクシング 戦績 |
| --------------------- | --------------------- | --------------------- | --------------------- | --------------------- | --------------------- | --------------------- |
| 10 試合               | (T)KO                 | 判定                  | その他                | 引き分け              | 無効試合              |                       |
| 8 勝                  | 4                     | 4                     | 0                     | 0                     | 0                     |                       |
| 2 敗                  | 0                     | 2                     | 0                     | 0                     | 0                     |                       |

| 勝敗 | 対戦相手           | 試合結果                 | 大会名                                                              | 開催年月日     |
| ×    | YURA               | 1分1R終了 判定0-5        | BreakingDown16 【BreakingDownフェザー級タイトルマッチ】             | 2025年7月13日  |
| ○    | 細川一颯           | 1分1R+延長1R終了 判定5-0 | BreakingDown15                                                      | 2025年3月2日   |
| ×    | YURA               | 1分1R+延長1R終了 判定0-5 | BreakingDown14 【BreakingDownフェザー級王座決定トーナメント準決勝】 | 2024年12月8日  |
| ○    | タイソン・ナム     | 1R 0:50 KO（右フック）   | BreakingDown14 【BreakingDownフェザー級王座決定トーナメント1回戦】  | 2024年12月8日  |
| ○    | 山川そうき         | 1分1R終了 判定3-0        | BreakingDown12.5                                                    | 2024年6月28日  |
| ○    | 冨澤大智           | 1分1R+延長1R 判定5-0     | BreakingDown12 【BreakingDownバンタム級タイトルマッチ】             | 2024年6月2日   |
| ○    | ダンチメン・あつき | 1R 0:09 KO（右フック）   | BreakingDown11 【BreakingDownバンタム級王座決定トーナメント決勝】   | 2024年2月18日  |
| ○    | 西島恭平           | 1分1R+延長1R 判定5-0     | BreakingDown11 【BreakingDownバンタム級王座決定トーナメント準決勝】 | 2024年2月18日  |
| ○    | かずきんぐ         | 1R 0:38 KO（左フック）   | BreakingDown10 【BreakingDownバンタム級王座決定トーナメント1回戦】  | 2023年11月23日 |
| ○    | メガネ社長         | 1R 0:45 KO（左フック）   | 第一回バトルミリオネア                                              | 2022年12月25日 |

### アマチュア総合格闘技
| 総合格闘技 戦績 | 総合格闘技 戦績 | 総合格闘技 戦績 | 総合格闘技 戦績 | 総合格闘技 戦績 | 総合格闘技 戦績 | 総合格闘技 戦績 |
| --------------- | --------------- | --------------- | --------------- | --------------- | --------------- | --------------- |
| 3 試合          | (T)KO           | 一本            | 判定            | その他          | 引き分け        | 無効試合        |
| 2 勝            | 1               | 0               | 1               | 0               | 1               | 0               |
| 0 敗            | 0               | 0               | 0               | 0               | 1               | 0               |

| 勝敗 | 対戦相手           | 試合結果                 | 大会名                                  | 開催年月日    |
| ○    | メミー・ゴンザレス | 1分1R+延長1R終了 判定5-0 | BreakingDown13 【アメリカ合衆国対抗戦】 | 2024年9月1日  |
| ○    | 鈴木勇太朗         | 1R 0:16 TKO              | GRACHAN Challenge 6月関東               | 2022年6月26日 |
| △    | 田中青空           | 2R終了 時間切れ          | BRAVEFIGHT 24×GRACHANChallenge          | 2021年5月2日  |

## 獲得タイトル
- 初代BreakingDownバンタム級王座（2024年）[3]

### 映像
1. ↑  『第1回バトルミリオネア🔥ヒカル軍団（名人、みっき〜）VSレペゼン（銀太、まる）豪華ゲスト勢揃いクリスマス生放送！！！』（試合映像）、バトルミリオネア、2022年12月25日。YouTubeより閲覧。
2. ↑  2021年5月2日ライト級チャレンジAクラス3分2R　田中青空vs井原良太郎 (試合映像). GRACHAN MMA. 5 May 2021.